# مانتئو میچل
مانتئو میچل (انگلیسی: Manteo Mitchell؛ زادهٔ ۶ ژوئیهٔ ۱۹۸۷) ورزشکار دو و میدانی اهل ایالات متحده آمریکا است.
وی در مسابقات کشوری و بین‌المللی در مجموع برندهٔ ۱ مدال طلا، ۱ مدال نقره شده‌است.